# Mousebreaker
Mousebreaker é um website britânico de jogos eletrónicos online casuais fundado em 2001 por Richard Pendry e Alick Stott. É o maior website online de jogos do Reino Unido, com cerca de 4,5 milhões de usuários únicos por mês.